# Palo Pinto
La localité non incorporée de Palo Pinto est le siège du comté de Palo Pinto, dans l’État du Texas, aux États-Unis. Elle comptait 425 habitants en 2008.

## Source
- (en) Cet article est partiellement ou en totalité issu de l’article de Wikipédia en anglais intitulé « Palo Pinto, Texas » (voir la liste des auteurs).